# Heinzelmann (Familie)
Heinzelmann ist der Familienname einer Kaufmanns-, Bankiers- und Industriellenfamilie aus Kaufbeuren, die in der Zeit von 1525 bis ins 19. Jahrhundert hindurch unter anderem als Bürgermeister, Senatoren, Abgeordnete der Bayerischen Ständeversammlung und als deutsche Konsuln der Republik Venedig in Erscheinung traten.
Daneben begründete die Familie unter Christoph Friedrich Heinzelmann d. Ä. mit dem Bau einer Fabrik die Textilindustrie in Kaufbeuren und stiftete zudem eine Reihe von Stiftungen und sozialen Reformen. Die Unternehmerfamilie Heinzelmann gehörte zu den bedeutendsten Geschlechtern der Stadt Kaufbeuren und zählte zu deren Patriziat.
Die Familie Heinzelmann war ebenso unternehmerisch in Venedig niedergelassen und dort am Aufbau einer protestantischen Kirchengemeinde beteiligt. Ein Johann Heinzelmann war darüber hinaus Konsul des Heiligen Römischen Reiches in Venedig. 1832 ließen sich Vertreter der Industriellenfamilie in Augsburg nieder, um dort eine Bleich- und Färberei zu gründen und später im Aufsichtsrat der SWA platz zu nehmen.
In der ehemaligen freien Reichsstadt Kaufbeuren ist die Heinzelmannstraße sowie das 1915 gegründete Heinzelmannstift nach der Familie benannt.

## Stiftungen
- Heinzelmann’sche Aussteuerstiftung, 1780 gegründet, wird von der Stadt Kaufbeuren verwaltet
- Die Heinzelmann-Schachenmayr’sche Pfarrwitwen- und Waisenstiftung wird 1879 unter der Verwaltung des Evang.- luth. Pfarramts Kaufbeuren gegründet
- Bürgermeister-Eduard Heinzelmann’sche Stiftung wird 1942 mit den Vereinigten Kaufbeurer Gemeinnützigen Stiftungen der Stadt zusammengeführt
- Christoph Friedrich Heinzelmann’sche Stiftung wird 1958 mit den Vereinigten Kaufbeurer Gemeinnützigen Stiftungen der Stadt zusammengeführt

## Bedeutende Mitglieder der Familie
- Martin Heinzelmann, Stammvater des Geschlechts
- Hans Heinzelmann (1526–1580), Sohn von Martin Heinzelmann
- Hans U. Heinzelmann ist der erste Heinzelmann, der das Bürgermeisteramt (1681–1685) in Kaufbeuren innehatte
- Johann Heinzelmann d. Ä.
- Johann Heinzelmann d. J.
- Hans J. Heinzelmann
- Johann Heinzelmann
- Johann G. Heinzelmann
- Carl E. Heinzelmann (1848–1856)
- Christian Gottlieb Heinzelmann
- Christoph Friedrich Heinzelmann d. Ä. (1786–1847)